# Al-Muhàl·lab ibn Abi-Sufra
Abu-Saïd al-Muhàl·lab ibn Abi-Sufra ibn Siraq ibn Subh al-Atakí al-Azdí (àrab: أبو سعيد المُهَلّب بن أبي صفرة بن سراق بن صبح العتكي الأزدي, Abū Saʿīd al-Muhallab b. Abī Ṣufra b. Sirāq b. Ṣubḥ al-ʿAtakī al-Azdī), més conegut senzillament com al-Muhàl·lab ibn Abi-Sufra (Dibba, c. 632 - Merv, febrer de 702), fou un general àrab del segle vii, epònim dels muhal·làbides. El seu pare era un persa que havia emigrat a Oman i d'allí a Bàssora. Era nascut a Dibba, a la frontera entre Oman, Fujaira i Sharjah i suposat ancestre dels Al Bu Said, la dinastia regnant a Oman.
Va fer carrera militar i les seves primeres operacions destacades foren a la regió d'Ahwaz en temps dels califes Úmar ibn al-Khattab i Alí ibn Abi-Tàlib. Va fer dues campanyes a Sistan, la primera el 653/654 i la segona del 662 al 665. Va arribar fins al Sind i després va anar al Khurasan on va estar a les ordes d'al-Hàkam ibn Amr al-Ghifarí (governador 665-670) i de Saïd ibn Uthman ibn Affan (governador 676-680). El 681 va quedar a les ordes del governador Salm ibn Ziyad fins al 683. A la mort del califa Yazid I (683) i en el marc del suport general del que gaudia Abd-Al·lah ibn az-Zubayr, Khurasan va quedar en el bàndol d'aquest i Abd-Al·lah Abu-Sàlih ibn Khàzim fou nomenat governador (ja ho havia estat del 661 al 662). La regió estava en mans de Salm ibn Ziyad (nomenat vers el 680 per Yazid) que volia que Abi Said al-Muhallab ibn Abi Sufra fos el seu substitut, però finalment fou convençut de renunciar a favor d'Abd-Al·lah. Aquest va arribar a la capital provincial Merv i tot el territori estava en revolta dirigida per Aws ibn Tàlaba i es va haver d'imposar per la força; els rabia i els tamimites van haver de ser combatuts i també els heftalites, però va aconseguir diverses victòries que li van garantir el predomini. Abd Allah va governar fins al 692 i llavors Ibn al-Zubayr va nomenar governador a al-Muhàl·lab però aquest era a Bàssora i no va poder anar al Khurasan car els bassorians li van impedir sortir perquè volien que anés a combatre els azraquites. Aquesta tasca li va ocupar els següents anys; havia netejat les zones de Bàssora i Ahwaz vers el 686/687 quan Mússab ibn az-Zubayr li va encarregar anar a combatre a al-Mukhtar ibn Abi-Ubayd a Kufa. Al-Muhàl·lab va conquerir Kufa i fou nomenat governador de Mossul i la Djazira (amb autoritat a Armènia i Azerbaidjan) i fou encarregat de protegir l'Iraq dels omeies i de liquidar les restes del grup khashshabiyya que es mantenia a Nisibe. El successor de Musab, Hamza, li va confiar altre cop la lluita contra els azraquites però el governador de l'Iraq (probablement al-Harish ibn Abu Rabia) el va enviar a Ahwaz, si bé va retornar al seu govern per orde del mateix califa Abd-al-Màlik ibn Marwan (685–705) vers el 693. La mort poc després del governador de l'Iraq Bixr ibn Marwan (690-693) va causar la deserció de les tropes de Bàssora i de Kufa i fins a l'arribada d'al-Hajjaj ibn Yússuf (governador 694-714) no va poder reprendre la lluita contra els azraquites, que llavors foren altre cop derrotats i es van haver de retirar del Khuzestan i Fars, passant al Kirman on es van fer fort a Djiruft, on es van acabar dividint en dos grups: Katari ibn al-Fudjaa va portar al seu grup al Tabaristan, i Abd Rabbih va restar amb els altres a Djiruft. Al-Muhallab va derrotar a Abd Rabbih a Djiruft el 696/697.
El 697 fou nomenat governador del Khurasan i va fer campanya a Xahrisabz. Durant la revolta de Ibn al-Àixath va ser lleial a al-Hajjaj ibn Yússuf, del qual depenia del seu govern. Va morir el 701/702 (o 702/703). En el govern el va succeir el seu fill Yazid ibn Abi-Saïd.

## Nota
1. ↑  L'Enciclopèdia de l'Islam dona com a governador, probablement per error, a Khalid ibn Abd Allah al-Kasri que ho fou del 724 al 738